# Superliga de Turquía 2003-04
La Superliga de Turquía 2003/04 fue la 46.ª temporada del fútbol profesional en Turquía.

## Tabla de posiciones
|                                    |
| Campeón Fenerbahçe SK 15.to título |

## Goleadores
| Jugador              | Equipo                  | Nacionalidad       | Goles |
| -------------------- | ----------------------- | ------------------ | ----- |
| Zafer Biryol         | Konyaspor               | Turquía            | 25    |
| Pierre van Hooijdonk | Fenerbahçe              | Países Bajos       | 24    |
| Serkan Aykut         | Samsunspor              | Turquía            | 20    |
| Tuncay Şanlı         | Fenerbahçe              | Turquía            | 19    |
| Souleymane Youla     | Gençlerbirliği          | Guinea Turquía     | 16    |
| Yunus Altun          | Elazığspor              | Turquía            | 16    |
| Ahmed Hassan         | Beşiktaş                | Egipto             | 14    |
| Gökdeniz Karadeniz   | Trabzonspor             | Turquía            | 14    |
| Necati Ateş          | Adanaspor / Galatasaray | Turquía            | 14    |
| Okan Yılmaz          | Bursaspor               | Turquía            | 14    |
| Ersen Martin         | Denizlispor             | Turquía · Alemania | 13    |
| Murat Hacıoğlu       | Diyarbakırspor          | Turquía            | 13    |